# Acacia linifolia
Acacia linifolia är en ärtväxtart som först beskrevs av Étienne Pierre Ventenat, och fick sitt nu gällande namn av Carl Ludwig von Willdenow. Acacia linifolia ingår i släktet akacior, och familjen ärtväxter. Inga underarter finns listade i Catalogue of Life.

## Bildgalleri

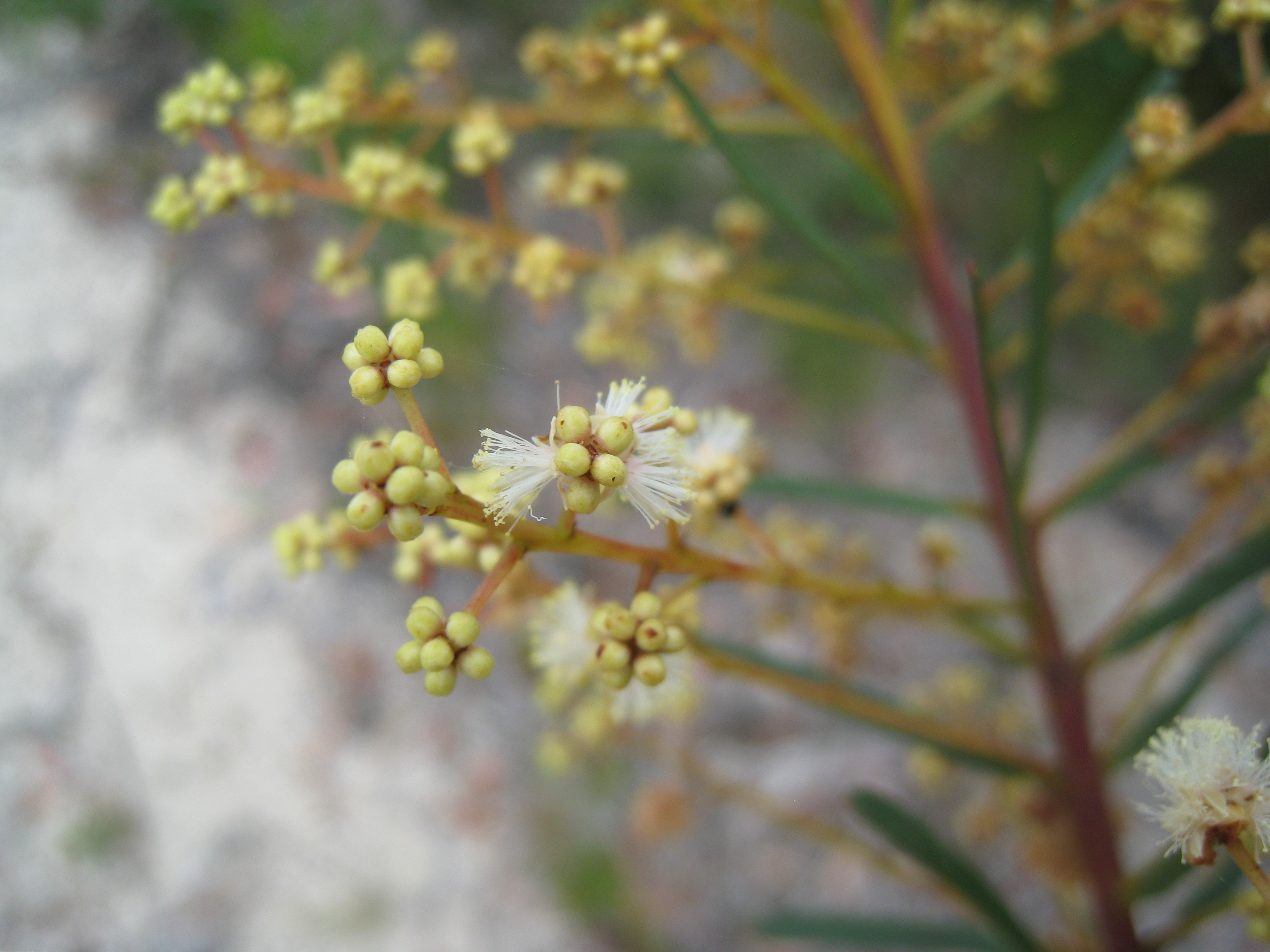
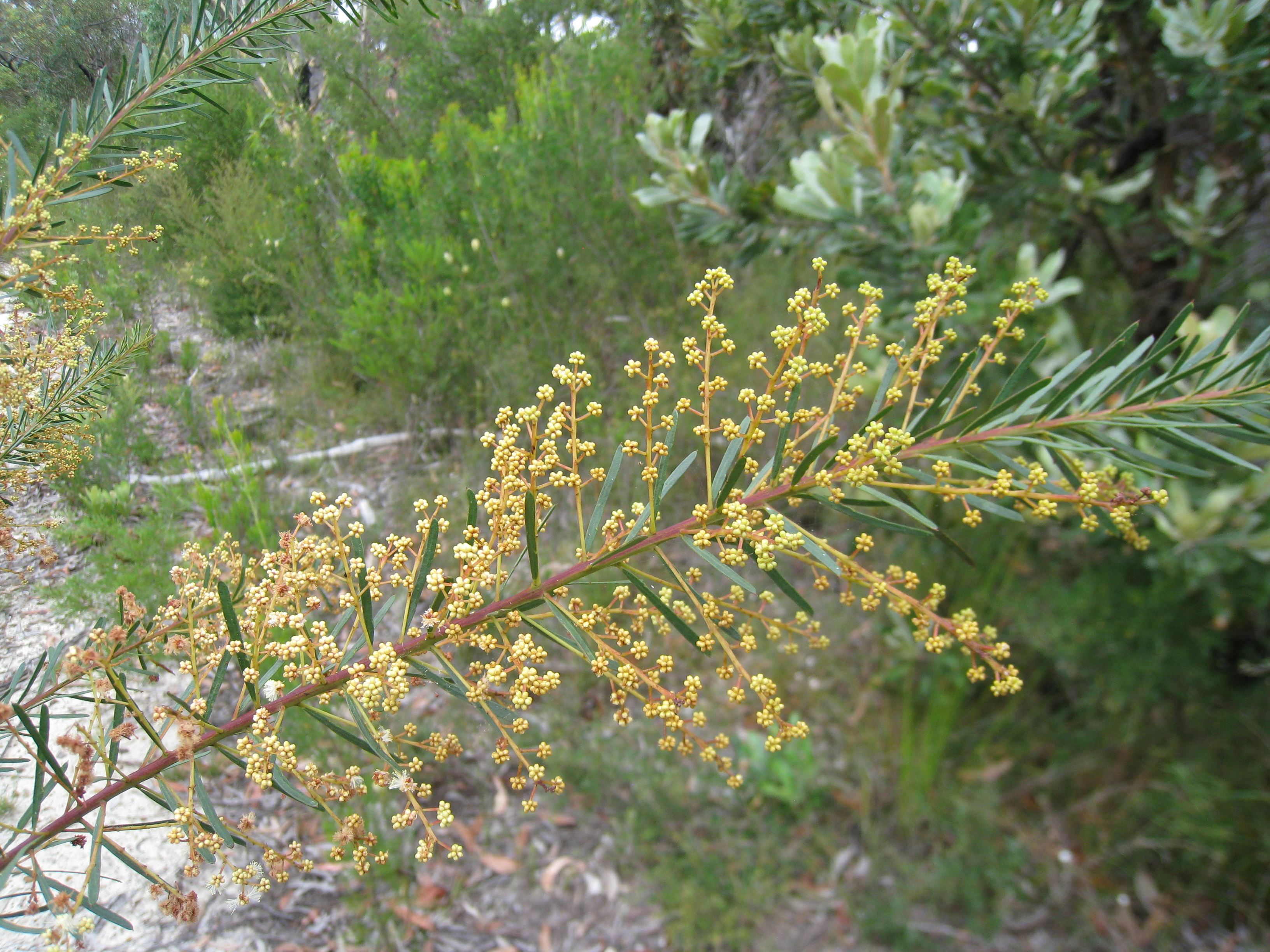